# Damián López
Damián López (Olavarría, 1987) es un taekwondista y activista por los derechos LGBT+ hispanoargentino. Es miembro del comité nacional  del Partido Socialista del País Valenciano y secretario LGTBI de la ciudad de València. Es también asesor de la delegada del gobierno de la Comunitat Valenciana Pilar Bernabé. Es miembro de la junta directiva de la Federación de Taekwondo de la Comunitat Valenciana y su portavoz; también es director por España de IAGLMA.

## Biografía
Con catorce años migró a España desde su Argentina natal. Años después, con 21 años, volvió a Argentina. Finalmente, con 24 años regresó a España para establecerse en la ciudad de Valencia.
Superviviente de un cáncer detectado con 22 años, practica taekwondo WT; compitió con el club Piam en Valencia. Además es activista por los derechos LGBT+. Ambas actividades las unió al crear el primer grupo LGBT de taekwondo del mundo en Argentina, aunque a nivel amateur. En 2021 consiguió que el Club Deportivo LGTBI+ Samarucs Taekwondo sea el primero en tener deportistas LGBT federados en este deporte. También preside el departamento de Diversidad de la Federación de Taekwondo de la Comunidad Valenciana (FTCV).
Ese mismo año promovió la candidatura de Valencia para celebrar los XII Gay Games en 2026. La ciudad ha alcanzado la fase final, junto a Guadalajara (México) y Múnich (Alemania).
En noviembre de 2021 fue designado secretario LGTBI del Partido Socialista del País Valenciano en la Comisión Ejecutiva Nacional de Ximo Puig.
En 2023 fue nombrado director por España de la International Association of Gay and Lesbian Martial Artists (IAGLMA) en San Francisco. Posteriormente, en junio fue designado portavoz de la FTCV y responsable del área de diversidad e inclusión de la federación valenciana.
Es también técnico contable. 